# (19523) Paolofrisi
(19523) Paolofrisi (1998 YX3) – planetoida z pasa głównego asteroid okrążająca Słońce w ciągu 4,6 lat w średniej odległości 2,76 j.a. Odkryta 18 grudnia 1998 roku.